# Ninel Krutova
Ninel Krutova (Unión Soviética, 3 de enero de 1926) es una clavadista o saltadora de trampolín soviética especializada en plataforma de 10 metros, donde consiguió ser medallista de bronce olímpica en 1960.

## Carrera deportiva
En los Juegos Olímpicos de 1960 celebrados en Roma (Italia) ganó la medalla de bronce en los saltos desde la plataforma de 10 metros, con una puntuación de 86 puntos, tras la alemana Ingrid Krämer y la estadounidense Paula Pope.